# Bodrogi Sándor
Bodrogi Sándor, születési nevén Bander Sándor (Tápiógyörgye, 1912. augusztus 29. – 1990. november 22.) a Népművészet Mestere, fafaragó és lószőrékszer-készítő.

## Élete
Bodrogi Sándor 1912. augusztus 29-én született Tápiógyörgyén. Édesapja, Bander István kanász volt, a környékbeli uradalmakban dolgozott, édesanyja Gazsi Mária. Sándor a család második gyermeke volt, öccsével együtt kanászbojtárnak állt az elemi iskola elvégzése után. Művészi tehetsége gyermekkorában megmutatkozott, fafaragásaira felfigyeltek munkaadói, és támogatásra javasolták.

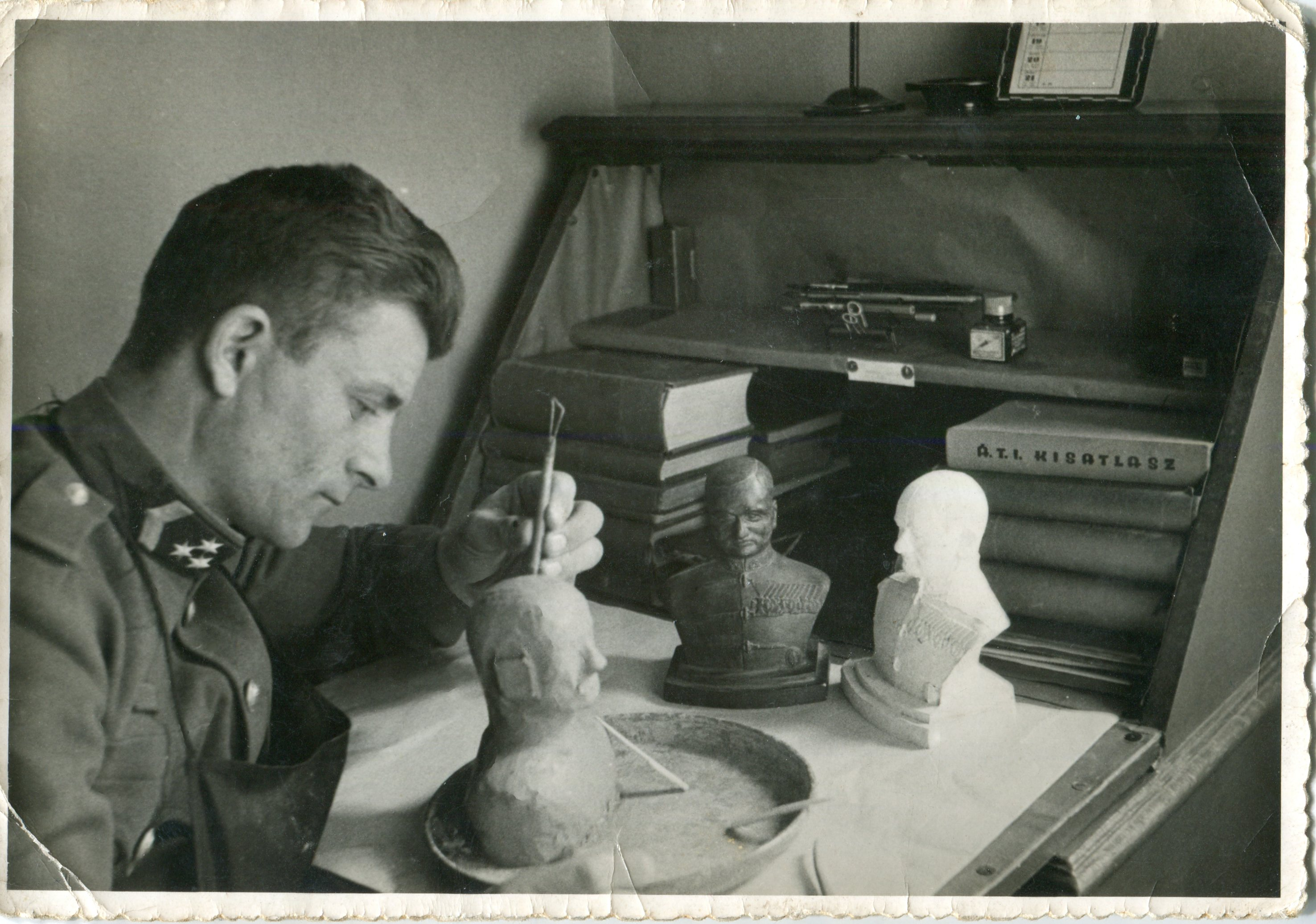
Bodrogi Sándor katonai térképész fafaragó alkotás közben

Ambíciója további tanulmányokra serkentette, így később magántanulóként polgári iskolai végzettséget szerzett, térképészeti fényképészként dolgozott. A háború után villanyszerelőként helyezkedett el, művészetének újbóli felvirágzására nyugdíjas koráig váratott magára.
Fafaragóként több kiállításon szerepelt, végül Bánszky Pál javaslatára a művészetét a lószőrékszer-készítésben teljesítette ki. Kapcsolatban volt a Zelnik József kezdeményezésére létrejött Fiatal Népművészek Stúdiójával, tanítványaival táborokban és nagykátai otthonában is foglalkozott.
A lószőrékszer készítés ősi, lovasnomád pásztorművészet volt. A csődör vagy herélt ló hosszúra hagyott farokszőréből készítettek különböző használati tárgyakat és ékszereket. Az erős, rugalmas, fajtára jellemző színű lószőr időtálló anyag.

Bodrogi Sándor első egyéni kiállítása 1976. október 13-án nyílt meg Tiszafüreden. Első nagykátai kiállítása 1976. december 17-én volt. Ezt követően számtalan hazai kiállítás és bemutató mellett az Egyesült Államokban, Oroszországban, Lengyelországban, Franciaországban, a volt NSZK-ban, a volt Csehszlovákiában és Írországban is megcsodálták munkáit.

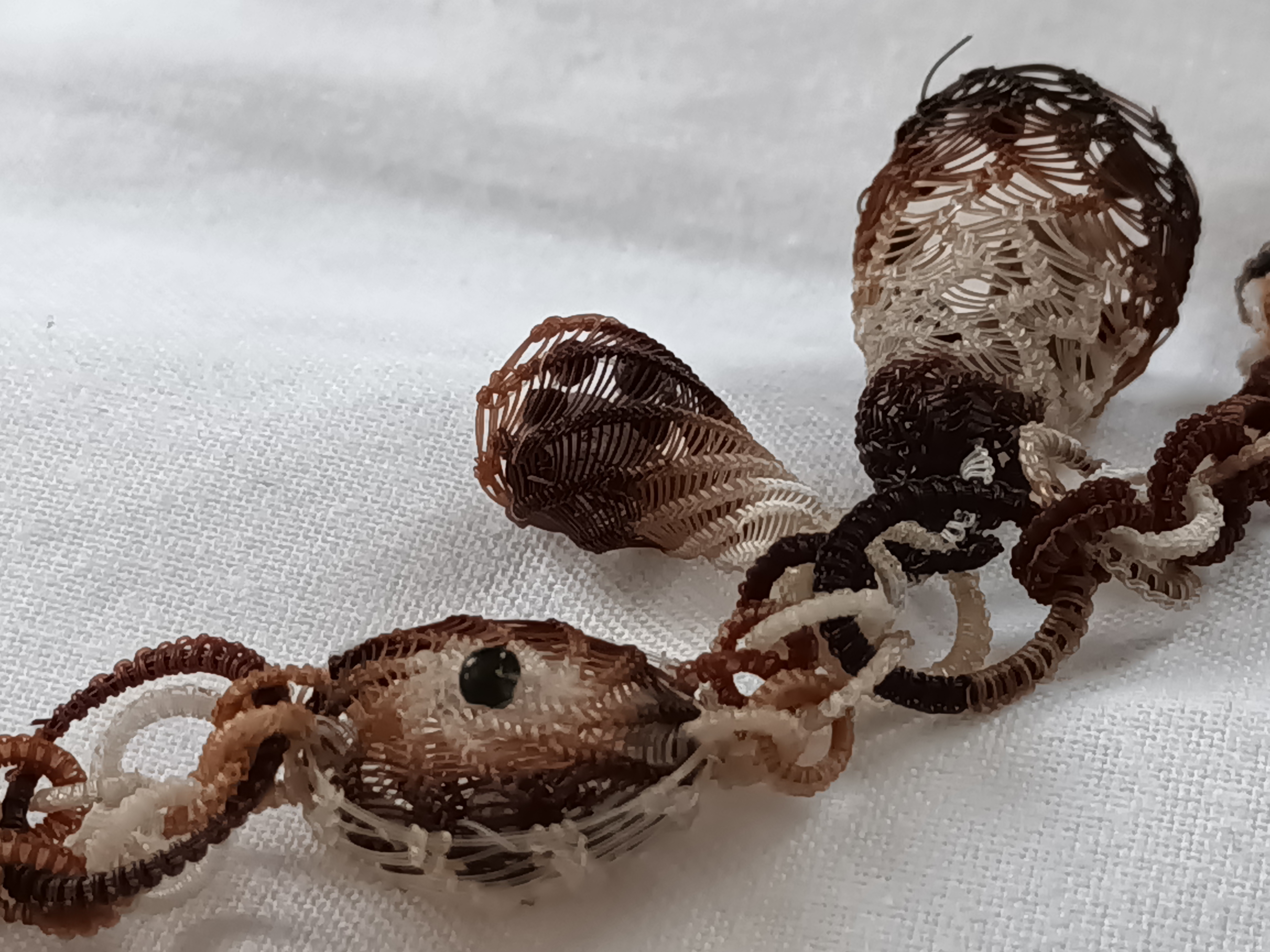
Lószőrékszer-lánckapocs

Művészetében a légies formák, az aprólékos, részletgazdag kidolgozás és a színek harmóniája figyelhető meg. Élete végéig alkotott, mindig új megoldások felé törekedett. Fáradhatatlanul járta az országot, ha tanítani hívták. Része volt a velemi alkotóház építésében, rendszeresen volt a tokaji népművészeti tábor résztvevője.
Rövid betegség után, 1990. november 22-én hunyt el.

## Elismerései
Hazai elismerését különböző nívódíjak, különdíjak és országos első díjak fémjelzik:
- Nívódíj (1975)
- Háziipari Szövetkezetek Országos Szövetségének (HISZÖV) és Népi Iparművészeti Tanács (NIT) pályázata – II. díj (1976)
- Gránátalma-díj (1977)
- Népművészet Mestere díj (1977)[5]

## Emlékezete
A Nagykátai Tájházban az életművéből állandó kiállítás látható.
A Rákoshegyi Közösségi Házban 2025. április 25. és június 20. között Csinosítom magamat címmel népi ékszer-, és öltözetkiállítást szerveztek, amelyen Bodrogi Sándor kézműves hagyatékát és a Rákosmenti Népművészeti és Kézműves Egyesület alkotásait tekinthették meg a látogatók.